# باراناك
باراناك (بالإنجليزية: Parañaque) هي مدينة عالية التحضر، تتبع مانيلا (حاضرة)، بلغ عدد سكانها 588٬126  نسمة، في 1 مايو 2010، تبلغ مساحتها 47٫69 كيلومتر مربع، رمزها البريدي هو 1700–1720.

## الموقع
تشترك في الحدود مع:
- لاس بيناس
- مونتنلوبا
- باساي.

## مدن توأم
المدن التوأم:
- ناغا.

## أعلام
- رينانت جاميلي
- ري غيفارا
- ياسمين الخالدي
- أندرو إي.
- جايسون ويب